# Sagitella praecox
Sagitella praecox är en ringmaskart som beskrevs av Uljanin 1878. Sagitella praecox ingår i släktet Sagitella och familjen Typhloscolecidae. Inga underarter finns listade i Catalogue of Life.